# Stadion Miejski w Vitezie
Stadion Miejski (serb.-chorw. Gradski stadion) – stadion sportowy w Vitezie, w Bośni i Hercegowinie. Został otwarty w 1962 roku. Może pomieścić 3500 widzów. Swoje spotkania rozgrywają na nim piłkarze klubu NK Vitez.